# Nematodirus helvetianus
Nematodirus helvetianus är en rundmaskart som beskrevs av May 1920. Enligt Catalogue of Life ingår Nematodirus helvetianus i släktet Nematodirus och familjen Molineidae, men enligt Dyntaxa är tillhörigheten istället släktet Nematodirus och familjen Trichostrongylidae. Arten är reproducerande i Sverige. Inga underarter finns listade i Catalogue of Life.